# Sebastian Tounekti
Sebastian Tounekti (* 13. Juli 2002 in Tromsø, Norwegen) ist ein tunesisch-norwegischer Fußballspieler.

## Karriere

### Klub
Er startete seine Karriere in der Jugend, der Tromsdalen UIL, von welcher er zur Saison 2018 aus der U19, fest in die erste Mannschaft vorrückte. Zur Saison 2020 zog es ihn weiter zum FK Bodø/Glimt, dort kam er nun auch in der erstklassigen Eliteserien zum Einsatz. Zur Saison 2021/22 wurde er in die Niederlande zum FC Groningen verliehen. Dort wurde er aber nur in der U21 eingesetzt. Nach seiner Rückkehr im Sommer 2022 machte er aber kein Spiel mehr für seinen Stammklub, sondern wechselte Ende August 2022 weiter zum FK Haugesund.

### Nationalmannschaft
In der Jugend lief er stets für norwegische Auswahl-Teams auf. Seinen ersten bekannten Einsatz für die tunesischen A-Nationalmannschaft hatte er dann am 7. Oktober 2021, bei einem 2:0-Sieg über Mauretanien, während der Qualifikation für die Weltmeisterschaft 2022. Hier wurde er in der 84. Minute für Saad Bguir eingewechselt.

## Privates
Er ist der Cousin von Bryan Fiabema, welcher nach einer Jugend in Norwegen mittlerweile in England spielt.